# واسولا (میزوری)
واسولا (به انگلیسی: Wasola) یک منطقهٔ مسکونی در ایالات متحده آمریکا است که در شهرستان اوزارک، میزوری واقع شده‌است. واسولا ۳۹۰ متر بالاتر از سطح دریا واقع شده‌است.